# Chetone perspicua
Chetone perspicua är en fjärilsart som beskrevs av Walker 1854. Chetone perspicua ingår i släktet Chetone och familjen björnspinnare. Inga underarter finns listade i Catalogue of Life.